# 徳島第一自動車教習所
株式会社徳島第一自動車教習所（とくしまだいいちじどうしゃきょうしゅうじょ）は、徳島県徳島市論田町にある徳島県公安委員会指定の自動車教習所を運営する企業。

## 概要

### 取得免許
- 普通自動車（MT・AT）
- 大型自動二輪車（MT・AT）
- 普通自動二輪車（MT・AT）
- 審査（AT・小型）

### 所在地
- 〒770-8011 徳島県徳島市論田町本浦下73

## 関連会社
- 株式会社桑野太陽光発電 - 四電工との共同出資により設立、旧桑野自動車学校跡地（徳島県阿南市）にて太陽光発電事業を行う[1]。
- 阿南自動車学校 - 2010年桑野自動車学校と富岡自動車学校が合併し設立、富岡自動車学校の校地を引き継いでいる[2]。